# Arroyo San Antonio Grande
El arroyo San Antonio Grande es un curso de agua uruguayo, ubicado en el departamento de Salto, perteneciente a la cuenca hidrográfica del río Uruguay. 
Nace cerca de la cuchilla del Daymán y discurre con rumbo suroeste hasta desembocar en el río Uruguay entre la ciudad de Salto, y la represa de Salto Grande.